# Olaf Bastian
Olaf Bastian (* 22. April 1952 in Bad Oldesloe) ist ein deutscher Jurist und Kommunalpolitiker (CDU). Von 1993 bis 2007 war er Landrat des Kreises Nordfriesland in Husum.

## Leben
Nach dem Studium der Rechtswissenschaften in Hamburg absolvierte er sein Referendariat in den Bezirken des Hanseatischen Oberlandesgerichts sowie des OLG Schleswig und war dann von 1983 bis 1985 als Rechtsanwalt tätig.
Bastian war von 1985 bis 1993 Richter am Schleswig-Holsteinischen Verwaltungsgericht.
1993 wurde er vom Kreistag zum Landrat gewählt, zweimal gewann er danach die direkte Wahl um dieses Amt.
Ab 2007 war er Bevollmächtigter des Landes Schleswig-Holstein beim Bund in Berlin und wurde dann 2009 kurzzeitig Staatssekretär im Sozialministerium des Landes Schleswig-Holstein, um dann in gleicher Funktion bis 2012 ins Finanzministerium zu wechseln.
Seit 2013 ist er wieder als Anwalt tätig.